# Live Life Living
Live Life Living è il quinto album in studio del rapper britannico Example, pubblicato nel 2014.

## Tracce
1. Next Year – 5:06
2. Kids Again – 3:12
3. One More Day (Stay with Me) – 3:27
4. 10 Million People – 4:22
5. Only Human – 3:42
6. Seen You – 3:45
7. Can't Face the World Alone – 3:44
8. Live Life Living – 3:13
9. All the Wrong Places – 3:27
10. Take Me as I Am – 3:12
11. At Night – 5:13
12. Longest Goodbye – 4:46

## Classifiche
| Classifica (2014)                   | Posizione raggiunta |
| ----------------------------------- | ------------------- |
| Official Albums Chart (Regno Unito) | 8                   |